# Ifö Bromölla Idrottsförening
O Ifö/Bromölla IF, ou simplesmente Ifö/Bromölla IF, é um clube de futebol da Suécia fundado em 13 de junho de 1927. Sua sede fica localizada em Bromölla.